# Pichisermollodes quasidivaricata
Pichisermollodes quasidivaricata là một loài dương xỉ trong họ Polypodiaceae. Loài này được Hayata Fraser-Jenk. mô tả khoa học đầu tiên năm 2009.